# Brampton (Norfolk)
Brampton ist ein kleines Dorf und Civil parish in  Norfolk, England am Fluss Bure, westlich von Aylsham.
Die Brampton Railway Station ist eine Haltestation der Bure Valley Railway.
Die Kirche des Dorfes namens St Peter ist eine von 124 existierenden Rundturmkirchen in Norfolk. Der Normannenturm hat eine achteckige Spitze aus dem 15. Jahrhundert.
Brampton war ein Ort, an dem verschiedene römische Erzeugnisse hergestellt wurde und von dort aus per Boot auf de Fluss Bure exportiert wurden. Bei Ausgrabungen in den 1960er-Jahren wurde ein Badehaus zusammen mit vielen Öfen aufgefunden.
Das Dorfabzeichen zeigt die römische Vergangenheit auf, bei dem ein doppelköpfiger Fisch zu sehen ist. Dieser Fisch ist ebenfalls auf einer römischen Brosche abgebildet, die vor einigen Jahren gefunden wurde und nun im Museum in Norwich zu sehen ist. Auf dem Zeichen ist zudem der Name „Bramtuna“ zu lesen.